# Armand Mattelart

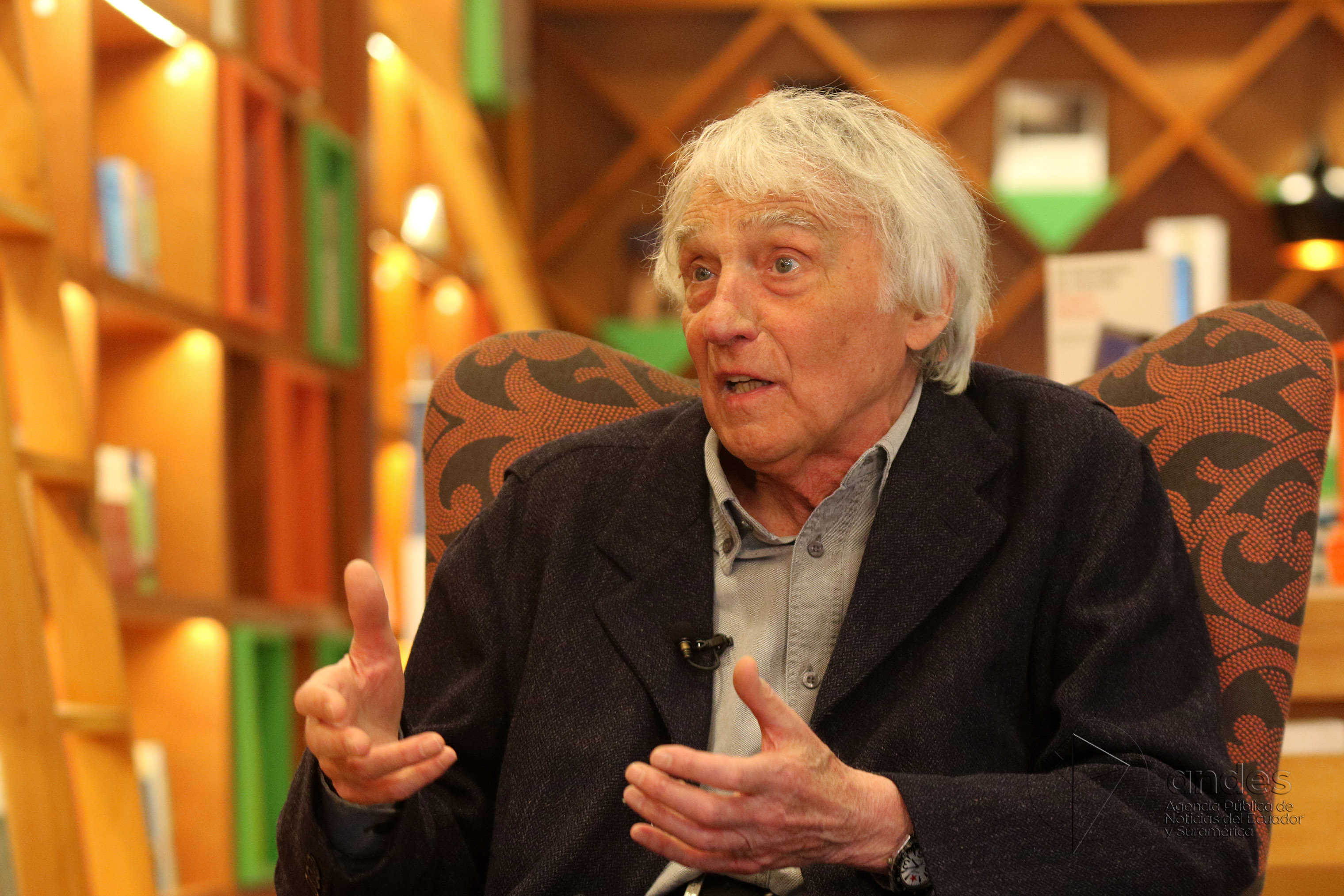

Armand Mattelart (ur. 8 stycznia 1936 w Jodoigne w Belgii) – belgijski  eseista i socjolog, autor licznych prac poświęconych mediom, kulturze i komunikacji, zwłaszcza w ich wymiarze historycznym i międzynarodowym.

## Życiorys
W 1962 roku rozpoczął karierę akademicką na Papieskim Katolickim Uniwersytecie Chile w Santiago. Pozostał tam aż do wydalenia w 1973 roku, pod dyktaturą generała Pinocheta. Oprócz działalności akademickiej pracował jako ekspert ds. rozwoju społecznego w ramach Programu Narodów Zjednoczonych ds. Rozwoju i FAO.
W ciągu trzech lat prezydentury Salvadora Allende (1970–73) brał ścisły udział w projektach reformy mediów. W 1974 roku po powrocie do Paryża, we współpracy z francuskim filmowcem Chrisem Markerem, nakręcił film dokumentalny La Espiral, uzasadniający chilijską drogę do socjalizmu.
W latach 1976–1980 był profesorem nadzwyczajnym na Université Paris-Diderot i Université Paris-VIII-Vincennes-Saint-Denis. W 1981 roku został ekspertem Organizacji Narodów Zjednoczonych. W 1982 roku wraz z Yvesem Stourdzé współprzewodniczył międzyresortowej misji mającej na celu ocenę francuskich badań w dziedzinie nauk społecznych dotyczących technologii, kultury i komunikacji. W 1983 roku na zlecenie francuskiego Ministerstwa Kultury przewodniczył misji na „łacińskiej przestrzeni audiowizualnej” objętej patronatem kolumbijskiego pisarza Gabriela Garcíi Márqueza.
Od 2003 roku jest prezesem Observatoire français des médias. W 2005 roku był jednym z sygnatariuszy Manifestu Porto Alegre.

## Dorobek
- 1965: La Problématique du peuplement latino-américain (wraz z Michèle’em Mattelartem)
- 1967: Géopolitique du contrôle des naissances
- 1974: Mass Media, idéologies et mouvement révolutionnaire (Chili 1970-1973)
- 1976: Multinationales et système de communication
- 1977: Donald l’imposteur (wraz z Arielem Dorfmanem)
- 1979: De l’usage des médias en temps de crise (wraz z Michèle’em Mattelartem)
- 1980: Télévision: enjeux sans frontières (wraz z Jeanem-Marie Piemme)
- 1982: Technologie, culture et communication. Rapport au Ministre de la recherche et de l’industrie (wraz z Yvesem Stourdzé)
- 1983: L’Ordinateur et le tiers-monde (wraz z Hectorem Schmuclerem)
- 1984: La Culture contre la démocratie? L’audiovisuel à l’heure transnationale (wraz z Michèle’em Mattelartem i Xavierem Delcourtem)
- 1986: Penser les médias (wraz z Michèle’em Mattelartem)
- 1989: L’internationale publicitaire.
- 1990: La publicité
- 1992: La Communication-monde
- 1992: Les Amériques latines en France (wraz z Jacquesem Leenhardtem, Pierre’em Kalfonem i Michèle’em Mattelartem)
- 1994: L’invention de la communication
- 1995:Histoire des théories de la communication (wraz z Michèle’em Mattelartem)
- 1996: La mondialisation de la communicatio
- 1999: Histoire de l’utopie planétaire. De la cité prophétique à la société globale
- 2001: Histoire de la société de l’information
- 2003: Introduction aux Cultural Studies (wraz z Érikiem Neveu)
- 2005: Diversité culturelle et mondialisation
- 2007: La globalisation de la surveillancw
- 2010: Pour un regard-monde. Entretiens avec Michel Sénécal
- 2014: Le profilage des populations: Du livret ouvrier au cybercontrôle (wraz z André Vitalisem)

Źródła:.